# La Fièvre de vivre
Pour plus de détails, voir Fiche technique et Distribution.
La Fièvre de vivre (Febbre di vivere) est un film italien réalisé et interprété par Claudio Gora, sorti en 1953.

## Synopsis
Massimo qui vit dans l’opulence croule en réalité sous les dettes. Il passe ses journées en compagnie de jeunes désœuvrés et afin de soutenir son train de vie, il fait appel à des usuriers. Sa compagne Elena l'aime, mais lui la trompe sans vergogne. Son ami Daniele en prison bien qu'innocent, découvre que c'est Massimo qui l'a fait condamner. Elena tombe enceinte et Massimo toujours aux prises avec ses affaires louches continue ses manigances envers son ami Daniele et sa compagne Elena.

## Fiche technique
- Titre original : Febbre di vivere
- Réalisation : Claudio Gora
- Sujet : Leopoldo Trieste
- Scénario : Suso Cecchi D'Amico, Luigi Filippo D'Amico, Claudio Gora, Lamberto Santilli, Leopoldo Trieste
- Photographie : Enzo Serafin, Oberdan Troiani
- Montage : Mario Arditi
- Musique : Valentino Bucchi
- Scénographe : Saverio D'Ameglio
- Production : PAC Film
- Distribution : Atlantis Film
- Genre : Dramatique
- Pays :  Italie
- Année : 1953
- Durée : 91 min
- Couleur : B/N
- Audio : sonore
- Ratio: 1.37 : 1

## Distribution
- Massimo Serato : Massimo
- Vittorio Caprioli : Pierrò
- Rubi Dalma : Contessa Madre
- Marina Berti : Lucia
- Sandro Mancinelli Scotti : Sandro
- Anna Maria Ferrero : Elena
- Marcello Mastroianni : Daniele
- Nyta Dover : Simona
- Paola Mori : Lisey
- Carlo Mazzarella : Carletto

## Récompenses et distinctions
- Ruban d'argent 1953 pour la réalisation et la musique[1]